# Герман Ватцінґер
Герман Ватцінґер (норв. Herman Watzinger; нар. 20 квітня 1916, Вісбаден, Гессен-Нассау, Німецька імперія — 1986, Перу) — норвезький інженер, мандрівник, учасник експедиції на плоту «Кон-Тікі».

## Життєпис
Герман Ватцінґер народився 20 квітня 1916 року в німецькому місті Вісбаден, провінція Гессен-Нассау, Німецька імперія. Його батько — професор Адольф Ватцінґер викладав у Норвезькому університеті природничих та технічних наук в Тронгеймі, тому Герман Ватцінґер виріс в Норвегії.
Закінчив Норвезький університет природничих та технічних наук в Тронгеймі, в цьому ж місті продовжував працювати. У 1946 році фірма відрядила його в Нью-Йорк для закупівлі запчастин до холодильної техніки. У норвезькому будинку моряків в Брукліні він познайомився зі своїм земляком Туром Геєрдалом, який у цей час розробляв план експедиції, яка могла б довести, згідно з його теорією, заселення полінезійських островів мешканцями Південної Америки. Посвячений у плани Геєрдала і зацікавившись цією гіпотезою, Ватцінґер запропонував свою кандидатуру і став другим за рахунком членом екіпажу.
У квітні — серпні 1947 року взяв участь в плаванні на плоті «Кон-Тікі» з Перу в Полінезію. В експедиції Ватцінґер займався метеорологічними спостереженнями і гідрогеографічними вимірами.
З 1950 року Герман Ватцінґер працював у Перу експертом з питань рибальства Продовольчої та сільськогосподарської організації ООН (ФАО). Пізніше був призначений директором департаменту рибальства в центральному апараті ФАО у Римі. З 1977 по 1979 рік був заступником генерального директора ФАО. 
Повернувся в Перу, де виконував також обов'язки консула Норвегії в Перу.
Герман Ватцінґер помер у 1986 році в околицях озера Тітікака.